# Ниссин (монах)
Ниссин (яп. 日親, «родной солнцу»; 1407 — 17 сентября 1488) — японский буддийский монах школы Нитирэн периода Муромати.

## Биография
Ниссин был сыном Ханитани Сигэцугу, самурайского правителя из провинции Кадзуса. В юном возрасте Ниссина отдали в обучение в монастырь Хокэкё-дзи . Впоследствии Ниссин прибыл в Киото и стал проповедовать там на улицах. В столице он основал новый монастырь Хомбо-дзи.
В 1439 году Ниссин написал философский «Трактат о становлении правильного управления страной» (яп. 立正治国論 Риссё: тикокурон). Его целью было обращение в школу Нитирэн сёгунского рода Асикага, но критика правящего сёгуна Асикаги Ёсинори стала причиной ареста опрометчивого автора. В 1440 году Ниссин был подвергнут пытке — ему на голову надевали раскалённую кастрюлю. По преданию, несмотря на муки, монах оставался спокойным и даже не изменился в лице. После смерти Ёсинори Ниссина выпустили из тюрьмы, а в миру он получил прозвище Набэкаммури — «коронованный кастрюлей».
Ниссин считается первым японским мыслителем, который выдвинул принцип «не принимай и не дари». Он заключался в отказе верующих школы Нитирэн принимать пожертвования от верующих других школ, а также в отказе жертвовать свои вещи монахам других школ.